# جين إيزوميساوا
جين إيزوميساوا (باليابانية: 泉澤 仁) (17 ديسمبر 1991 في تشيبا في اليابان – )؛ هو لاعب كرة قدم ياباني سابق كان يلعب كلاعب وسط.

## وصلات خارجية
- جين إيزوميساوا على موقع رابطة كرة القدم اليابانية للمحترفين (اليابانية)
- جين إيزوميساوا على موقع قاعدة بيانات كرة القدم.إي يو (الإنجليزية)
- جين إيزوميساوا على موقع Soccerway.com (الإنجليزية)
- جين إيزوميساوا على موقع عالم كرة القدم.نت (الإنجليزية)
- جين إيزوميساوا على موقع كووورة